# Памятник Тарасу Шевченко (Черкассы)
Памятник Тарасу Григорьевичу Шевченко в Черкассах — памятник украинскому поэту, писателю, художнику и мыслителю Тарасу Григорьевичу Шевченко. Установлен в городе в 1964 году.

## Общая информация
Открытие памятника Тарасу в Черкассах состоялось в 1964 году и входило в программу мероприятий к 150-летию со дня рождения поэта. Находится на углу бульвара Шевченко и улицы Дашкевича, рядом с драматическим театром, таким образом композиционно завершив площадь имени поэта.
Авторами памятника выступили скульпторы М. К. Вронский, А. П. Олейник, архитектор В. Г. Гнездилов. Скульптуру изготовили в Художественном фонде Украины. Высота памятника — три метра, с постаментом — семь. Нижнюю часть памятника украшает высеченная из гранита композиция персонажей произведений поэта — Катерины, Прометея и слепого кобзаря. В верхней части памятника написано: Т. Г. Шевченко. 1814—1861.